# Doodle (webová stránka)
Doodle je webová aplikace a služba pro vytváření webových dotazníků určených na domlouvání termínů. Funguje od roku 2007 a je provozována stejnojmennou švýcarskou společností sídlící v Curychu. Kromě webového rozhraní je k dispozici také mobilní aplikace pro Android a iOS.  Službu Doodle je možné používat bez registrace a bez platby (částečně je provozována jako shareware), ale je také možné se zaregistrovat a nebo i zaplatit za zpřístupnění pokročilých funkcí a variantu bez reklam.